# In den Schuhen des Fischers
In den Schuhen des Fischers (englischer Originaltitel: The Shoes of the Fisherman) ist ein auf dem gleichnamigen Roman von Morris L. West basierendes US-amerikanisches Filmdrama von Michael Anderson aus dem Jahr 1968. Auf Videokassette wurde der Film im deutschsprachigen Raum zeitweise auch unter dem Titel Die vierte Macht vertrieben.

## Handlung
In der zweiten Hälfte der 1960er-Jahre scheint die Welt kurz vor einem neuen Weltkrieg zu stehen. Die chinesische Regierung ist nicht mehr in der Lage, die stark wachsende Bevölkerung Chinas zu versorgen und es kam zu einer Hungersnot. Da von den Vereinigten Staaten von Amerika und der Sowjetunion Sanktionen gegen China verhängt worden sind, droht ein von Peking ausgehender Krieg auszubrechen.
Zu dieser Zeit wird der Ukrainer Kiril Lakota, der Erzbischof von Lemberg, völlig unerwartet aus dem sibirischen Gulag, einem russischen Straflager, in dem er 20 Jahre Zwangsarbeit leisten musste, nach Moskau gebracht. Dort empfängt ihn der Ministerpräsident Piotr Kamenew, der einst sein Peiniger im Gefängnis Lubjanka war. Kamenew teilt dem Bischof seine Freilassung mit, doch verlangt er, dass Lakota seinen Einfluss in der Kirche geltend mache, damit der Heilige Stuhl vermittelnd in den Konflikt mit China eingreife. Kamenew legt Lakota dar, dass nach Erkenntnissen des Geheimdienstes China nicht nur die Sowjetunion angreifen wolle, sondern auch die Staaten Südostasiens. Abgeholt wird Lakota in Moskau von dem Pater David Telemond, einem jungen Priester und Schriftsteller, von dessen theologischen Büchern keines das Imprimatur erhalten hat, weil man sie als häretisch beurteilt. Lakota empfindet Sympathie für den jungen Priester. Der Kurienkardinal Leone nutzt die Freilassung Erzbischof Lakotas, um über die Medien für die Kirche werben zu lassen. Den Exklusivvertrag für diese Berichterstattung bekommt der Fernsehreporter George Faber, der in seinem Privatleben Probleme hat: Er kann sich nicht zwischen seiner Frau und einer jüngeren Geliebten entscheiden. 
In Rom angekommen wird Lakota vom Papst zum Kardinal ernannt. Auch der Papst möchte Lakota als Vermittler in dem internationalen Konflikt einsetzen. Unterdessen muss Telemond seine Schriften vor einer kirchlichen Kommission verteidigen.  Überraschend stirbt der Papst. Lakota macht Telemond zu seinem Sekretär für das anstehende Konklave, in dem auch er seine Stimme abgeben wird. Die Kardinäle können sich auch nach mehreren Wahlgängen nicht auf einen Nachfolger einigen. Dann schlägt einer von ihnen Lakota vor, der mit überwältigender Mehrheit durch Akklamation, das heißt Zuruf, gewählt wird. Lakota ist der erste nichtitalienische Papst seit 400 Jahren und zudem der erste Osteuropäer. Obwohl er zweifelt, dass er geeignet sei, und bittet, ihm das Amt zu ersparen, nimmt er die Wahl schließlich an. Als Papstnamen wählt er seinen Vornamen Kiril, nach dem Apostel der Slawen, Kyrill.
Kamenew wiederholt im Wege einer Botschaft seine Bitte an Lakota, zwischen China, der Sowjetunion und dem Westen zu vermitteln. Trotz Widerstand unter seinen Beratern erklärt sich Lakota dazu bereit. Inzwischen kommt eine eingesetzte Prüfungskommission nochmals zu dem Ergebnis, dass Telemonds Schriften nicht mit der Glaubenslehre übereinstimmten. Daraufhin erteilt Lakota diesem schweren Herzens ein Verbot, sich weiterhin dazu zu äußern. Der Papst, der sich mittlerweile als engen Freund Telemonds sieht, kann zu seinem tiefen Bedauern nichts für ihn tun, überbringt ihm aber die Nachricht selbst. Dabei wird offensichtlich, dass Telemond schwer krank ist.
Bei einem nächtlichen Ausflug in ein römisches Armenviertel, den Lakota im Gewand eines einfachen Priesters unternimmt, trifft er auf die Frau des Reporters Faber, eine Ärztin, und bietet ihr beim Besuch bei einem Sterbenden seine Hilfe an. Sie schickt Lakota, den sie zuerst nicht als den neugewählten Papst erkennt, in die Apotheke. Der Apotheker gibt Lakota nach einem Moment des Zögerns das Medikament, obwohl der kein Geld bei sich hat, und will auch keinen Schuldschein annehmen. Als Lakota nach seiner Rückkehr den Sterbenden segnen will, wird er darauf hingewiesen, dass es sich um eine jüdische Familie handle. Zur Überraschung der Anwesenden spricht Lakota daraufhin das Schma Jisrael. Als er mit der Ärztin die Wohnung verlässt, erzählt sie ihm von ihren Eheproblemen und Lakota kann ihr mit einem Ratschlag helfen.
Kurz darauf reist Papst Kiril in weltlicher Kleidung zu einem geheimen Treffen mit Kamenew und Peng, dem Führer der Chinesen. Auf dem Treffen in Moskau fordert Peng die Lieferung von Nahrungsmitteln. Auf die Beteuerungen Papst Kirils, er werde alles in seiner Macht stehende, auch Veräußerungen von Vatikanschätzen, unternehmen, um China zu helfen, entgegnet Peng, Lippenbekenntnisse würden keinem Menschen helfen. Doch sagt er zu, noch abzuwarten. 
Zurück im Vatikan, ruft Lakota Telemond zu sich und sie beten miteinander. Während des Gebets aber bricht Telemond schreiend vor Schmerz zusammen und stirbt. Wenig später findet bei der Amtseinführung die Krönung des Papstes statt, Lakota nimmt vor der auf dem Petersplatz versammelten Menge die Tiara ab und gibt seinen Entschluss bekannt, das Vermögen der Kirche für die Armen und Hungrigen der Welt zu geben. Sowjets und Chinesen geben ihre Kriegspläne auf und Lakota wird bejubelt.

## Zum Film
Mit dem Polen Karol Wojtyła wurde im  Konklave Oktober 1978 tatsächlich ein Nichtitaliener aus einem kommunistischen Land des damaligen Ostblocks Papst. Die Figur Pater Telemonds trägt Züge des Theologen Pierre Teilhard de Chardin. Die Familiennamen mehrerer Hauptfiguren stammen von echten Personen: Der ukrainische Weihbischof Hryhorij Lakota starb als politischer Gefangener 1950 im Gulag. Lew Kamenew war Mitglied der sowjetischen Führung. Der chinesische Spitzenfunktionär Peng Zhen wurde während der Kulturrevolution gestürzt. 
Es handelt sich um den ersten Spielfilm, in dem der Ablauf eines Konklaves ausführlich und detailgetreu dargestellt wurde. Da der Heilige Stuhl keine Dreherlaubnis für die Sixtinische Kapelle erteilte, wurde der Ort des Konklaves im Studio nachgebaut. Die Filmbewertungsstelle Wiesbaden verlieh der Produktion das Prädikat „wertvoll“.

## Deutsche Fassung
Die deutsche Synchronfassung entstand 1969.
| Rolle                                    | Darsteller       | Synchronsprecher       |
| ---------------------------------------- | ---------------- | ---------------------- |
| Kiril Lakota                             | Anthony Quinn    | Arnold Marquis         |
| Ministerpräsident Pjotr Iljitsch Kamenew | Laurence Olivier | Ernst Wilhelm Borchert |
| Father David Telemond                    | Oskar Werner     | Oskar Werner           |
| George Faber                             | David Janssen    | Rolf Schult            |
| Kardinal Leone                           | Leo McKern       | Klaus W. Krause        |
| Igor Bounin                              | Frank Finlay     | Heinz Petruo           |
| Peng                                     | Burt Kwouk       | Michael Chevalier      |
| Vucovich                                 | Clive Revill     | Klaus Miedel           |
| Die Marquesa                             | Isa Miranda      | Tina Eilers            |
| Brian                                    | Gerald Harper    | Lothar Blumhagen       |
| Gelasio                                  | Arnoldo Foà      | Herbert Stass          |

## Kritiken
Zeitgenössisch:
- „Überaus breit angelegter amerikanischer Film, der im Gegensatz zur freundlich-utopistischen Tendenz der Romanvorlage keine Gelegenheit versäumt, die glanzvollen Zeremonien des Vatikans zu feiern. Möglich ab 12 Jahren.“ – Evangelischer Film-Beobachter (1969)[2]

Aus späterer Zeit:
- „Schön erbaulich und monumental, mit bombastischer Musik: ein Kirchenmärchen mit Längen.“ (Wertung: zwei von vier Sternen = durchschnittlich) – Adolf Heinzlmeier und Berndt Schulz in: Lexikon Filme im Fernsehen (erweiterte Neuausgabe). Rasch und Röhring, Hamburg 1990, ISBN 3-89136-392-3, S. 398–399

- „Schauprächtige Bestsellerverfilmung, technisch sehr gepflegt, in der Behandlung der angeschnittenen Probleme und der Darstellung der Kirche zwar respektvoll, aber gefühlsbetont und wenig differenziert. Die Persönlichkeit des Papstes wirkt durch die starke Leistung Anthony Quinns überzeugend und glaubwürdig.“ – Lexikon des internationalen Films[3]

## Auszeichnungen (Auswahl)
Der Film war 1969 für den Oscar in den Kategorien Beste Filmmusik und  Bestes Szenenbild (George W. Davis, Edward C. Carfagno) nominiert. Alex North gewann im gleichen Jahr für seine Musik einen Golden Globe Award.

## DVD-Veröffentlichung
- In den Schuhen des Fischers. Warner Home Video 2006